# 渋谷・愛の街
「渋谷・愛の街」（しぶや あいのまち）は、東京都渋谷区が制定した区歌である。作詞・保富康午、作曲・都倉俊一。
本項では、区歌と同時に制定された区民音頭の「渋谷音頭」（しぶやおんど）についても解説する。

## 解説
1978年（昭和53年）に「渋谷に住み、暮らしている人々の心のやすらぎとなり、希望に満ち、明るく健康的で、だれもがどこでも楽しく唄える歌」を制定意義として渋谷区「区の歌」選定委員会を組織し、歌詞の一般公募を実施した。委員長には作曲家の古賀政男が就任していたが、7月25日に逝去したことを受け作詞家の奥野椰子夫が後任を引き継いでいる。
応募作の総数210篇から「大きな古時計」の訳詞で有名な保富康午の作品が入選となり、他に佳作3篇が選定された。区側では選定委員会の答申を受け、入選作を区歌「渋谷・愛の街」、佳作一席を区民音頭「渋谷音頭」として同年11月1日付で制定する。制定後、区歌および区の花（ハナショウブ）・木（ケヤキ）の選定記念として11月3日から5日まで開催された第1回渋谷フェスティバルで発表演奏と記念行事「渋谷愛の歌パレード」が行われた。
キングレコードがペギー葉山の歌唱によりシングル盤を製造している。自治体歌としては異色のムード歌謡を思わせる曲調が大きな特徴で、2015年（平成27年）11月14日（13日深夜）放送のテレビ朝日『タモリ倶楽部』で曲が紹介された時には出演者らが口々に「なんてみだらな区歌なんですか」と評していた。区では「成人式、区および地域の祭で歌われている」としている。

### 渋谷音頭
区歌と同日に制定された「渋谷音頭」は、区歌の応募作210篇の佳作一席となったものを補作して採用した区民音頭である。作詞・下村八重、補作・奥野椰子夫、作曲および編曲・渡久地政信。「渋谷・愛の街」と同じシングル盤のB面に春日八郎の歌唱で収録されている。
5番の歌詞には「国鉄」が登場しているが、1987年（昭和62年）の民営化によるJR東日本発足後も歌詞は改訂されていない。